# Ambasciatore d'Italia in Bielorussia
L'ambasciatore d'Italia in Bielorussia (in bielorusso, Пасол Італіі ў Беларусі) è il capo della missione diplomatica della Repubblica Italiana nella repubblica di Bielorussia.

## Storia
Italia e Bielorussia hanno intrapreso relazioni diplomatiche in seguito all'indipendenza del 27 luglio 1990. I rapporti tra le due nazioni sono stabiliti nel protocollo per lo stabilimento delle relazioni diplomatiche firmato il 13 aprile 1992 dai ministri degli Esteri dei due Paesi, Pëtr Kravčenko e Gianni De Michelis, nel corso della sua prima visita ufficiale in Italia di una delegazione governativa bielorussa guidata dal presidente del Consiglio dei ministri Vjačaslaŭ Kebič.
Nel maggio del 1992 è stata aperta l'ambasciata di Minsk e Gian Luca Bertinetto è stato il primo ambasciatore.

## Lista degli ambasciatori
Quella che segue è una lista degli ambasciatori italiani in Bielorussia.
| Periodo                           | Titolo                                        | Capo missione               | Sede  | Nominato dal governo  | Accreditato da       | Note        |
| --------------------------------- | --------------------------------------------- | --------------------------- | ----- | --------------------- | -------------------- | ----------- |
| 28 maggio 1992 - 10 novembre 1996 | Ambasciatore straordinario e plenipotenziario | Gian Luca Bertinetto †      | Minsk | Governo Andreotti VII | Aljaksandr Lukašėnka |             |
| 15 marzo 1997 - 21 gennaio 2001   | Ambasciatore straordinario e plenipotenziario | Giovanni Ceruti             | Minsk | Governo Prodi I       | Aljaksandr Lukašėnka |             |
| 22 gennaio 2001 - 5 giugno 2003   | Ambasciatore straordinario e plenipotenziario | Stefano Benazzo             | Minsk | Governo Berlusconi II | Aljaksandr Lukašėnka |             |
| 1º luglio 2003 - 21 agosto 2007   | Ambasciatore straordinario e plenipotenziario | Guglielmo Ardizzone         | Minsk | Governo Berlusconi II | Aljaksandr Lukašėnka |             |
| 30 agosto 2007 - agosto 2010      | Ambasciatore straordinario e plenipotenziario | Norberto Cappello           | Minsk | Governo Prodi II      | Aljaksandr Lukašėnka |             |
| 14 agosto 2010 - dicembre 2013    | Ambasciatore straordinario e plenipotenziario | Arnaldo Abeti               | Minsk | Governo Berlusconi IV | Aljaksandr Lukašėnka | [ 3 ]       |
| 23 dicembre 2013 - aprile 2018    | Ambasciatore straordinario e plenipotenziario | Stefano Bianchi             | Minsk | Governo Letta         | Aljaksandr Lukašėnka | [ 4 ]       |
| 26 aprile 2018 - in carica        | Ambasciatore straordinario e plenipotenziario | Mario Giorgio Stefano Baldi | Minsk | Governo Conte I       | Aljaksandr Lukašėnka | [ 5 ] [ 6 ] |